# Max Lejeune
Pour les articles homonymes, voir Lejeune.
Max Lejeune est un homme politique français, né le 19 février 1909 à Flesselles (Somme) et mort le 23 novembre 1995 à Abbeville (Somme). Il est membre de la SFIO. Il est notamment député puis sénateur jusqu'en 1995, et ministre en 1958-1959.

## Biographie
Fils d'instituteurs, Max Lejeune passe son enfance aux Moulins-Bleus (commune de L'Étoile), à proximité de l'école où ses parents Paul et Berthe enseignent de 1910 à 1921. Il fait, en qualité de boursier, ses études secondaires au lycée d'État de garçons d'Amiens et des études supérieures à La Sorbonne où il est licencié en lettres et diplômé d'études supérieures de géographie.

### Débuts à la SFIO
Il s'engage très jeune, en 1929, dans le militantisme de gauche à la SFIO derrière Marceau Pivert et la Bataille socialiste, il est secrétaire du groupe des étudiants socialistes de Paris. Il se rapproche par la suite du secrétaire général Paul Faure et de sa ligne pacifiste.
Élu en 1936, il est l'un des plus jeunes députés du Front populaire. Au terme d'une campagne intense, il bat au second tour le député sortant, candidat de la droite, Jean Coache, à l'issue d'une triangulaire, avec une courte avance de 29 voix.
Mobilisé en 1939, il sert dans la Ligne Maginot en tant que commandant du Bloc 15 de l'Ouvrage de Métrich. Il est fait prisonnier en juin 1940. Il ne prend donc pas part au vote du 10 juillet 1940 attribuant les pleins pouvoirs au maréchal Pétain, ce qui lui permet de poursuivre sa carrière parlementaire après la guerre.
Lors de la visite dans son stalag de Georges Scapini responsable à Vichy des prisonniers de guerre, Max Lejeune, harangue avec hostilité la délégation pétainiste. Son attitude lui vaut d'être envoyé dans un camp de représailles à Colditz dont il tente de s'évader, sans succès. Il est envoyé, par la suite, à l'Oflag X-C de Lübeck où il parvient à établir un réseau de résistance et une liaison avec la France libre.
Après la guerre, il est membre de l'Assemblée consultative provisoire, puis des deux Assemblées constituantes.

### La Somme
Il est, sous la IVe République et sous la Ve République jusqu'aux années 1980, l'« homme fort » du département de la Somme, cumulant les mandats de député (de 1945 à 1977) puis sénateur (de 1977 à 1995), maire d'Abbeville (de 1947 à 1989) et de président du Conseil général de la Somme (de 1947 à 1988).
Il veille en tant que maire à la reconstruction de la ville d'Abbeville, détruite par les bombardements de la Seconde Guerre mondiale et mène à bien en tant que président du conseil général de la Somme plusieurs projets importants comme le Syndicat mixte d'aménagement de la côte picarde (SMACOPI), le parc de Samara et l'Historial de la Grande Guerre de Péronne.

### Au gouvernement
Il fait, sous la IVe République, une carrière politique brillante : il est député pendant toute sa durée, de 1946 à 1958 et de décembre 1946 à janvier 1959, il exerce à onze reprises diverses responsabilités ministérielles. Il est tour à tour ministre des Anciens Combattants, Secrétaire d'État aux Forces armées, ministre du Sahara, ministre d'État et ministre sans portefeuille. De 1954 à 1955, il préside la commission de la Défense nationale de l'Assemblée nationale.
En 1950, il accepte et soutient la formation du bataillon français de Corée, participant au sein de l'ONU à la défense de la Corée du Sud.
Pendant la guerre d'Algérie, il est un adversaire de l'indépendance de l'Algérie. Il se définit alors comme partisan de l'Algérie dans la République. Il défend la politique menée et la conduite de l'armée en Algérie. Il est un des responsables de l'arraisonnement de l'avion qui transporte vers Tunis les chefs du FLN, dont Ben Bella le 22 octobre 1956, et est un des principaux protagonistes de l'Expédition de Suez.
Le 4 octobre 1958, Max Lejeune est ministre du Sahara au sein du gouvernement Charles de Gaulle III. Il signe donc l'exemplaire original de la Constitution de la Ve République, aux côtés du Président de la République René Coty et du Président du Conseil Charles de Gaulle. L'année 1959 marque la fin de sa carrière ministérielle.

### Relations difficiles avec le Parti socialiste
Le 31 août 1954, il est exclu de la S.F.I.O. en raison de son opposition à la Communauté européenne de défense, mais réintégré en juillet 1955.
Membre du Parti socialiste, il en refuse la ligne politique définie en 1971 au congrès d'Épinay. Rejetant l'Union de la gauche c'est-à-dire l'alliance avec le PCF, il se rapproche du centre et du Mouvement réformateur, et fonde le 9 décembre 1973 le Mouvement démocrate socialiste, devenu le Parti social-démocrate (PSD) qui est absorbé par l'UDF.
En 1989, après 42 ans de mandat, il perd la mairie d'Abbeville au profit du député socialiste Jacques Becq.

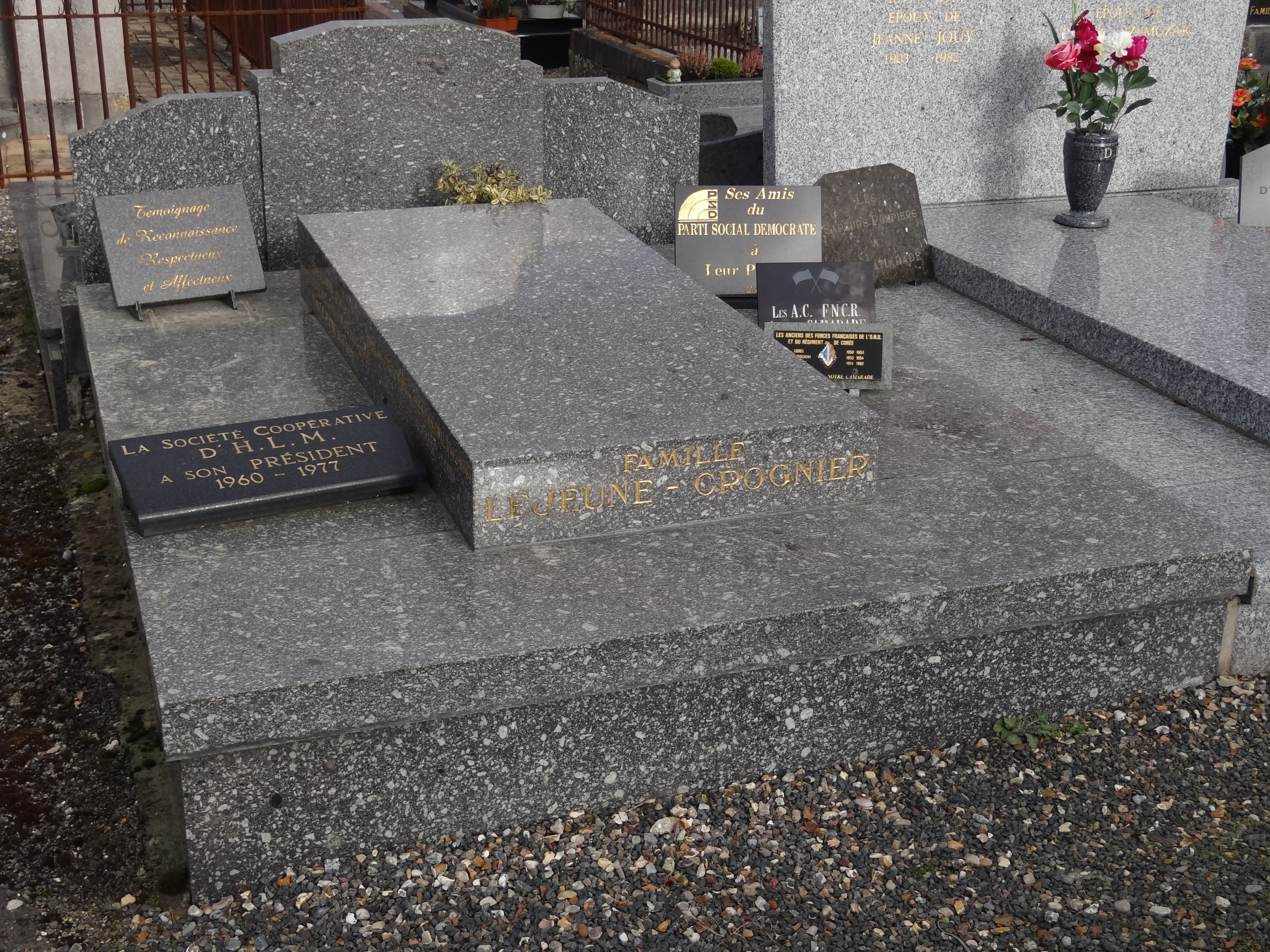
La tombe de Max Lejeune au cimetière de Longpré-les-Corps-Saints (Somme).

Il est mort en 1995 à Abbeville après 59 ans de carrière politique. Il est inhumé dans le caveau familial au cimetière de Longpré-les-Corps-Saints, non loin d'Abbeville.

## Hommage et décorations
- Chevalier de la Légion d'honneur
- Croix de guerre 1939-1945
- Commandeur de l'ordre du Mérite saharien, de droit en tant que ministre du Sahara (1958)[3]
- Croix du combattant volontaire de la Résistance
- La place de l'hôtel de ville d'Abbeville se nomme désormais place Max-Lejeune.
- Depuis 2018, une association dénommée « Club Max Lejeune » honore sa mémoire. Elle a été fondée par l'ancien député de la Somme Pascal Demarthe.

## Carrière politique

### Fonctions gouvernementales
- Ministre des Anciens combattants et des Victimes de guerre du gouvernement Léon Blum (3) (du 16 décembre 1946 au 22 janvier 1947)
- Secrétaire d'État à la Guerre du gouvernement Robert Schuman (1) (du 12 février au 26 juillet 1948)
- Secrétaire d'État aux Forces armées du gouvernement Henri Queuille (1) (du 11 septembre 1948 au 28 octobre 1949)
- Secrétaire d'État aux Forces armées du gouvernement Georges Bidault (2) (du 29 octobre 1949 au 7 février 1950)
- Secrétaire d'État aux Forces armées du gouvernement René Pleven (1) (du 12 juillet 1950 au 10 mars 1951)
- Secrétaire d'État aux Forces armées du gouvernement Henri Queuille (3) (du 10 mars au 11 août 1951)
- Secrétaire d'État aux Forces armées ( Terre) du gouvernement Guy Mollet (du 1er février 1956 au 13 juin 1957)
- Ministre du Sahara du gouvernement Maurice Bourgès-Maunoury (du 13 juin au 6 novembre 1957)
- Ministre du Sahara du gouvernement Félix Gaillard (du 6 novembre 1957 au 14 mai 1958)
- Ministre d'État du gouvernement Pierre Pflimlin (du 17 mai au 1er juin 1958)
- Ministre sans portefeuille du gouvernement Charles de Gaulle (3) (du 1er au 3 juin 1958)
- Ministre du Sahara du gouvernement Charles de Gaulle (3) (du 3 juin 1958 au 8 janvier 1959)

### Fonctions électives
- Député (SFIO) de la Somme (1936-1942)
- Député (SFIO) de la Somme (1945-1977)
- Sénateur de la Somme (1977-1995)
- Conseiller général, président du conseil général de la Somme (1945-1988)
- Maire d'Abbeville (Somme) (1947-1989)
- Vice-président de l'Assemblée nationale (1967-1968, puis 1970-1971)
- Président du conseil régional de Picardie (1978-1979)

## Pour approfondir